# Proclossiana melanira
Proclossiana melanira är en fjärilsart som beskrevs av Cabeau 1922. Proclossiana melanira ingår i släktet Proclossiana och familjen praktfjärilar. Inga underarter finns listade i Catalogue of Life.